# Pseudechidna brummeri
Pseudechidna brummeri és una espècie de peix de la família dels murènids i de l'ordre dels anguil·liformes que habita des de l'oest de l'Índic fins a Samoa i les illes Ryukyu. Els mascles poden assolir els 103 cm de longitud total.